# IEコンポーネントブラウザ
IEコンポーネントブラウザとは、Microsoft Windows版Internet ExplorerのTridentレンダリングエンジンを基にして、さらに独自の機能を搭載したウェブブラウザを指す。コンポーネントとは"部品""構成材"の意味。

## 特徴
Internet ExplorerにはIEコンポーネントと呼ばれる構成プログラムが用意されており、他のプログラムから利用することができる。IEコンポーネントをウェブブラウザ開発時に利用すると、IEコンポーネントに含まれるHTMLレンダリングエンジンの機能を使えるため、新たなHTMLレンダリングエンジンを開発するのに比べると容易にウェブブラウザの開発を行うことができる。
IEコンポーネントブラウザではHTMLレンダリングエンジンをInternet Explorerと共有するため、HTMLレンダリングの表示変化は基本的にInternet Explorerによる表示変化と同じである（ただし情報バーなどの一部機能はブラウザによって利用できない場合があり、利用できる機能が完全に同一となるわけではない）。また、脆弱性も共有するためInternet Explorerの脆弱性を避ける場合の手段としては使えないが、その反面ブラウザエンジンに見つかる脆弱性はWindows Updateによって対応がなされるためセキュリティフィックスのアップデートをある程度省略できるという面も持つ。
プロキシの切り替えやJavaScriptなどの有効・無効を1、2回のクリックでできるなど、操作性の向上（IEの機能を基にしながらIE以上の操作性・機能性を持たせる）などを目的として、様々なブラウザが作られている。
ちなみに、Windows版Internet Explorer 4以降のレンダリングエンジンはTrident、Macintosh版のInternet Explorer for Mac 5のレンダリングエンジンはTasmanという。Tasmanに対応したIEコンポーネントブラウザは存在しない。

## 主なIEコンポーネントブラウザ
- aiBrowser
- Avant Browser
- Balloon (ブラウザ)
- BugBrowser
- Craving Explorer
- Donutファミリー
  - Donut RAPT
    - Donut L
    - Donut Q

  - unDonut+mod(rain)
- fub.net
- IETester（過去のバージョンのIEを複数同時に表示確認できる）
- KIKI
- Lunascape（GeckoやWebKitも使用可能）
- Maxthon
  - GreenBrowser
- MDIBrowser
- Moon Browser
- NilBrowser
- Picea
- ScriptBrowserK
- Sleipnir
  - Grani
- Woopie Browser
- ぶら。
- WebSailing

### IEコンポーネントをサブ機能とするブラウザ
デフォルトは非IEコンポーネントだが、設定によってIEコンポーネントの利用が可能なブラウザ
- CoolNovo (以前のChromePlus)
- Netscape Browser（バージョン8系列のみ）
- Sylera

デフォルトは非IEコンポーネントだが、拡張機能などの追加によってIEコンポーネントの利用が可能なブラウザ
- Google Chrome
- Mozilla Firefox
  - SeaMonkey
  - Flock
- Opera

FirefoxなどのMozilla系ブラウザやGoogle ChromeはIE Tabを利用することでIEコンポーネントが使用可能になる。Operaの場合はNeptuneプラグインをインストールする。
なお、IEコンポーネントの利用はIEとの互換性に配慮した上での機能であるため、標準のブラウザエンジンと比較すれば利用できる機能を大きく制限される場合がある。